# Teorema de Papo

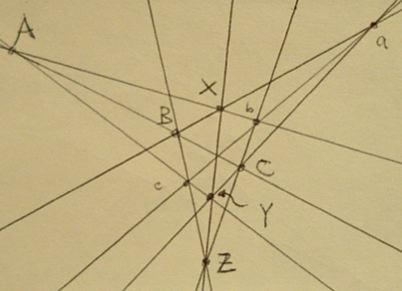
Teorema de Papo:
Dado um hexágono XbCYcB, cujos lados são formados pelas retas Ab-bC-Ca-aB-Bc-cA, se as retas Xb, BC e cY são concorrentes e se BX, cb e YC são concorrentes, então as retas Bc, XY e bC serão também concorrentes

O teorema de Papo, mais conhecido como teorema de Pappus, atribuído a  Papo (ou Pappus) de Alexandria, é um teorema de geometria projetiva do plano sobre o alinhamento de três pontos: 
Dado um conjunto de pontos colineares A, B, C, e um outro conjunto de pontos colineares a, b, c, os pontos de intersecção x, y, z dos pares de retas 
Ab-aB, Ac-aC e Bc - bC também serão colineares.
A dualidade desse teorema afirma que:
Dado um conjunto de linhas concorrentes A, B, C, e um outro conjunto de linhas concorrentes a, b, c, então as linhas x, y, z definidas pelos pares de pontos resultantes dos pares de intersecção (A∩b, a∩B), (A∩c , a∩C) e (B∩c, b∩C) são concorrentes.
A generalização deste teorema é o teorema de Pascal, que foi descoberto por Blaise Pascal, quando tinha 16 anos de idade.

## Afirmação e prova do teorema de Papo

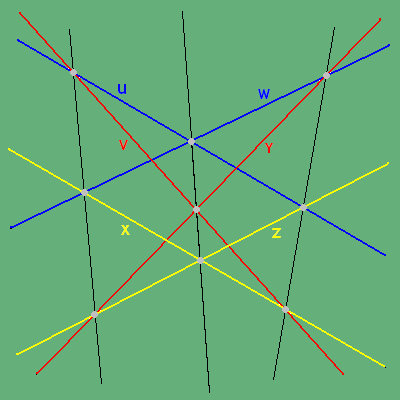
Hexágono XbCYcB exemplo do Teorema de Papo

Vamos considerar seis linhas em um plano projetado: U, V, W, X, Y, e Z. Então o teorema pode ser expresso como:
Se
(1) os pontos equivalentes as intersecções de U com V, X com W, e Y com Z são colineares,
e se
(2) os pontos equivalentes as intersecções de U com Z, X com V, e Y com W são colineares, então
deve ser verdade que
(3) os pontos equivalentes a intersecções de U com W, X com Z, e Y com V são colineares.
Simbolicamente, o teorema de papus afirma o seguinte:
Se
{\displaystyle \langle U\times V,X\times W,Y\times Z\rangle =0}
e se
{\displaystyle \langle U\times Z,X\times V,Y\times W\rangle =0}
então
{\displaystyle \langle U\times W,X\times Z,Y\times V\rangle =0.}

### Prova
Sendo
{\displaystyle \alpha =\langle U\times V,X\times W,Y\times Z\rangle }
{\displaystyle \beta =\langle U\times Z,X\times V,Y\times W\rangle }
{\displaystyle \gamma =\langle U\times W,X\times Z,Y\times V\rangle }
Nós temos que demonstrar que se {\displaystyle \alpha } = 0 e {\displaystyle \beta } = 0, então {\displaystyle \gamma } = 0.

#### Passo 1
Utilizando a identidade
{\displaystyle \langle A,B,C\rangle =\langle C,A,B\rangle =\langle B,C,A\rangle }
podemos expressar {\displaystyle \alpha }, {\displaystyle \beta }, e {\displaystyle \gamma } na seguinte forma equivalente:
{\displaystyle \alpha =\langle U\times V,X\times W,Y\times Z\rangle }
{\displaystyle \beta =\langle Y\times W,U\times Z,X\times V\rangle }
{\displaystyle \gamma =\langle X\times Z,Y\times V,U\times W\rangle }

#### Passo 2
Aplicando as propriedades
{\displaystyle \langle A,B,C\rangle =A\cdot (B\times C)}
{\displaystyle A\times (B\times C)=(A\cdot C)B-(A\cdot B)C}
obtemos
{\displaystyle \alpha =(U\times V)\cdot ((X\times W)\times (Y\times Z))}
{\displaystyle \beta =(Y\times W)\cdot ((U\times Z)\times (X\times V))}
{\displaystyle \gamma =(X\times Z)\cdot ((Y\times V)\times (U\times W))}
e então
{\displaystyle \alpha =(U\times V)\cdot (\langle X,W,Z\rangle Y-\langle X,W,Y\rangle Z)}
{\displaystyle \beta =(Y\times W)\cdot (\langle U,Z,V\rangle X-\langle U,Z,X\rangle V)}
{\displaystyle \gamma =(X\times Z)\cdot (\langle Y,V,W\rangle U-\langle Y,V,U\rangle W)}

#### Passo 3
Usando a propriedade distributiva do produto escalar:
{\displaystyle \alpha =\langle X,W,Z\rangle \langle U,V,Y\rangle -\langle X,W,Y\rangle \langle U,V,Z\rangle }
{\displaystyle \beta =\langle U,Z,V\rangle \langle Y,W,X\rangle -\langle U,Z,X\rangle \langle Y,W,V\rangle }
{\displaystyle \gamma =\langle Y,V,W\rangle \langle X,Z,U\rangle -\langle Y,V,U\rangle \langle X,Z,W\rangle }

#### Passo 4
Com as identidades
{\displaystyle \langle A,B,C\rangle =\langle C,A,B\rangle =\langle B,C,A\rangle }
{\displaystyle \langle A,B,C\rangle =-\langle A,C,B\rangle =-\langle C,B,A\rangle =-\langle B,A,C\rangle }
Podemos permutar os termos como segue:
{\displaystyle \alpha =\langle X,W,Z\rangle \langle U,V,Y\rangle -\langle X,W,Y\rangle \langle U,V,Z\rangle }
{\displaystyle \beta =-\langle U,Z,X\rangle \langle Y,W,V\rangle +\langle X,W,Y\rangle \langle U,V,Z\rangle }
{\displaystyle \gamma =\langle U,Z,X\rangle \langle Y,W,V\rangle -\langle X,W,Z\rangle \langle U,V,Y\rangle }

#### Passo 5
Agora podemos somar as equações para obter:
{\displaystyle \alpha +\beta +\gamma =0}
{\displaystyle \gamma =-(\alpha +\beta )}
de onde segue que se {\displaystyle \alpha } = 0 e {\displaystyle \beta } = 0, então {\displaystyle \gamma } = 0.